# اینگیا، تانتابین
اینگیا، تانتابین (به لاتین: Aingya, Tantabin) یک منطقهٔ مسکونی در میانمار است که در ناحیه زاگاین واقع شده‌است.